# Želvice
Želvice (německy Schelwitz) jsou malá vesnice, část obce Mileč v okrese Plzeň-jih v Plzeňském kraji. Nachází se asi 1,5 kilometru východně od Milče a tři kilometry jihovýchodně od Nepomuku. Prochází tudy železniční trať Nepomuk–Blatná. Želvice jsou také název katastrálního území o rozloze 4,25 km².

## Historie
První písemná zmínka o vesnici pochází z roku 1552, ale ves vznikla již dříve a v 17. století patřila Šternberkům. V roce 1900 zde žilo 224 lidí v 32 domech, v obci stál mlýn a byl zde poplužní dvůr. Roku 1920 žilo v Želvici 211 obyvatel v 31 popisných číslech, o 71 let později pak trvale 74 obyvatel ve 22 domech.

## Obyvatelstvo
| Rok            | 1869 | 1880 | 1890 | 1900 | 1910 | 1921 | 1930 | 1950 | 1961 | 1970 | 1980 | 1991 | 2001 | 2011 | 2021 |
| -------------- | ---- | ---- | ---- | ---- | ---- | ---- | ---- | ---- | ---- | ---- | ---- | ---- | ---- | ---- | ---- |
| Počet obyvatel | 216  | 235  | 218  | 224  | 212  | 211  | 194  | 141  | 129  | 107  | 80   | 74   | 75   | 72   | 71   |
| Počet domů     | 30   | 31   | 31   | 32   | 33   | 31   | 34   | 36   | 32   | 29   | 26   | 30   | 29   | 29   | 31   |

## Obecní správa
Při sčítání lidu v letech 1850–1963 Želvice byly samostatnou obcí, se kterým patřily nejprve do okresu Přeštice, ale v roce 1950 v okrese Blovice. Od roku 1964 jsou částí obce Mileč v okrese Plzeň-jih.

## Pamětihodnosti
- Boží muka
- Kaplička na návsi s křížem z roku 1872
- Bývalý vrchnostenský hospodářský dvůr
- Několik roubených chalup